# Fokker D.XVI
Fokker D.XVI là một loại máy bay tiêm kích được phát triển ở Hà Lan vào cuối thập niên 1920.

## Quốc gia sử dụng
Hà Lan
 România
- Không quân Hoàng gia Romania

## Tính năng kỹ chiến thuật
Đặc điểm tổng quát
- Kíp lái: 1
- Chiều dài: 7.20 m (23 ft 8 in)
- Sải cánh: 9.40 m (30 ft 10 in)
- Chiều cao: 2.70 m (8 ft 10 in)
- Diện tích cánh: 18.5 m2 (199 ft2)
- Trọng lượng rỗng: 990 kg (2.180 lb)
- Trọng lượng có tải: 1.400 kg (3.090 lb)
- Powerplant: 1 × Armstrong Siddeley Jaguar, 340 kW (460 hp)

Hiệu suất bay
- Vận tốc cực đại: 330 km/h (205 mph)
- Tầm bay: 640 km (400 dặm)

Vũ khí trang bị
- 2 × súng máy 7,9 mm (.31 in)